# (1828) Kashirina
(1828) Kashirina – planetoida z pasa głównego asteroid okrążająca Słońce w ciągu 5 lat i 129 dni w średniej odległości 3,06 au Została odkryta 14 sierpnia 1966 roku w Krymskim Obserwatorium Astrofizycznym w Naucznym na Półwyspie Krymskim przez Ludmiłę Czernych. Nazwa planetoidy pochodzi od Walentina Kaszirina, rosyjskiego lekarza z Symferopola. Przed jej nadaniem planetoida nosiła oznaczenie tymczasowe (1828) 1966 PH.